# Dan Gunner
Dan Gunner, född 9 mars 1890 i Gunnarskogs församling i Värmlands län, död 29 september 1980 i Karlstad, var en svensk fotograf. Han hade titeln hovfotograf.
Dan Gunner var den förste fotografen vid Nordiska Kompaniets fotoateljé. År 1920 övertog han Arvid Kjerlins Ateljé på Drottninggatan 127 i Karlstad tillsammans med fotografen Sigfrid Lindblad (1893–1971). Denna drev han därefter ensam mellan 1924 och 1970, från 1931 på adress Tingvallagatan 7.

## Bildgalleri

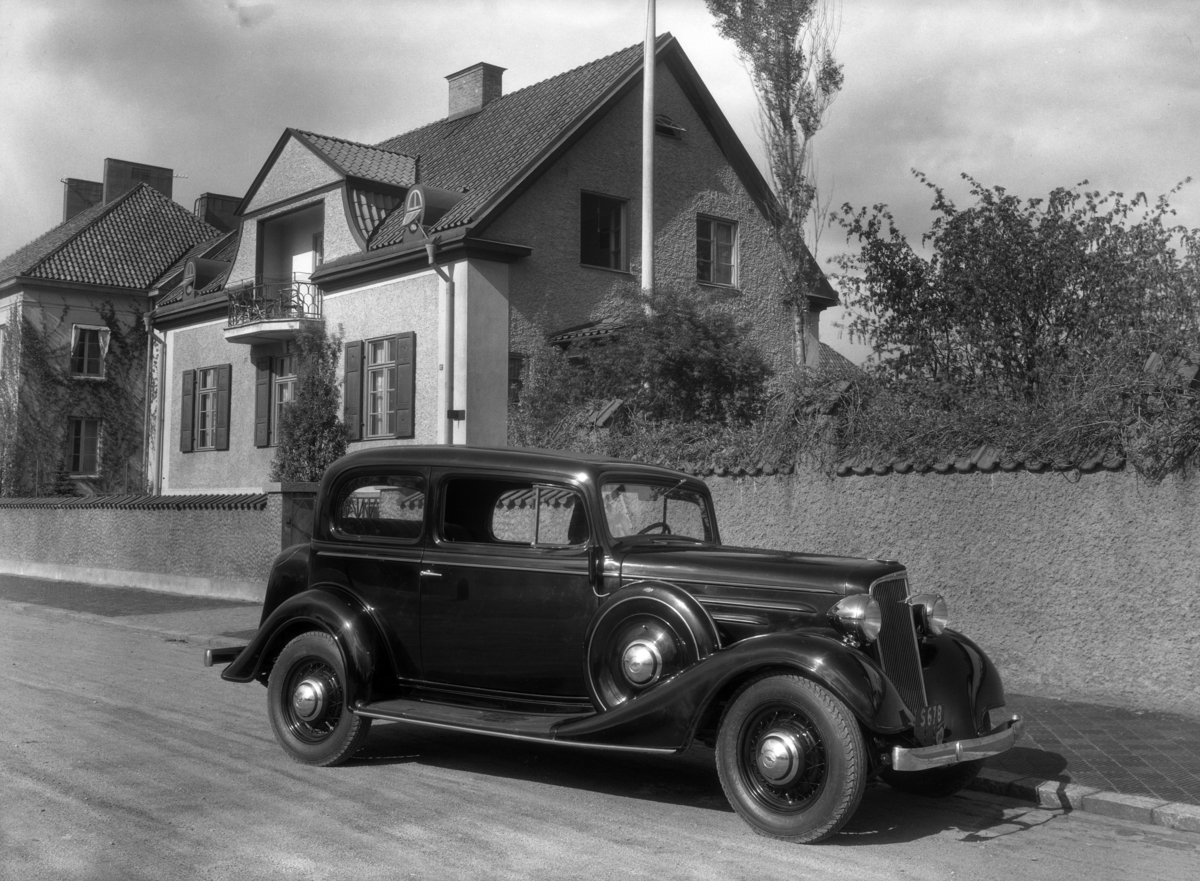
Chevrolet Master De Luxe 1934 från Geijers Motoraffär på Museigatan i Karlstad
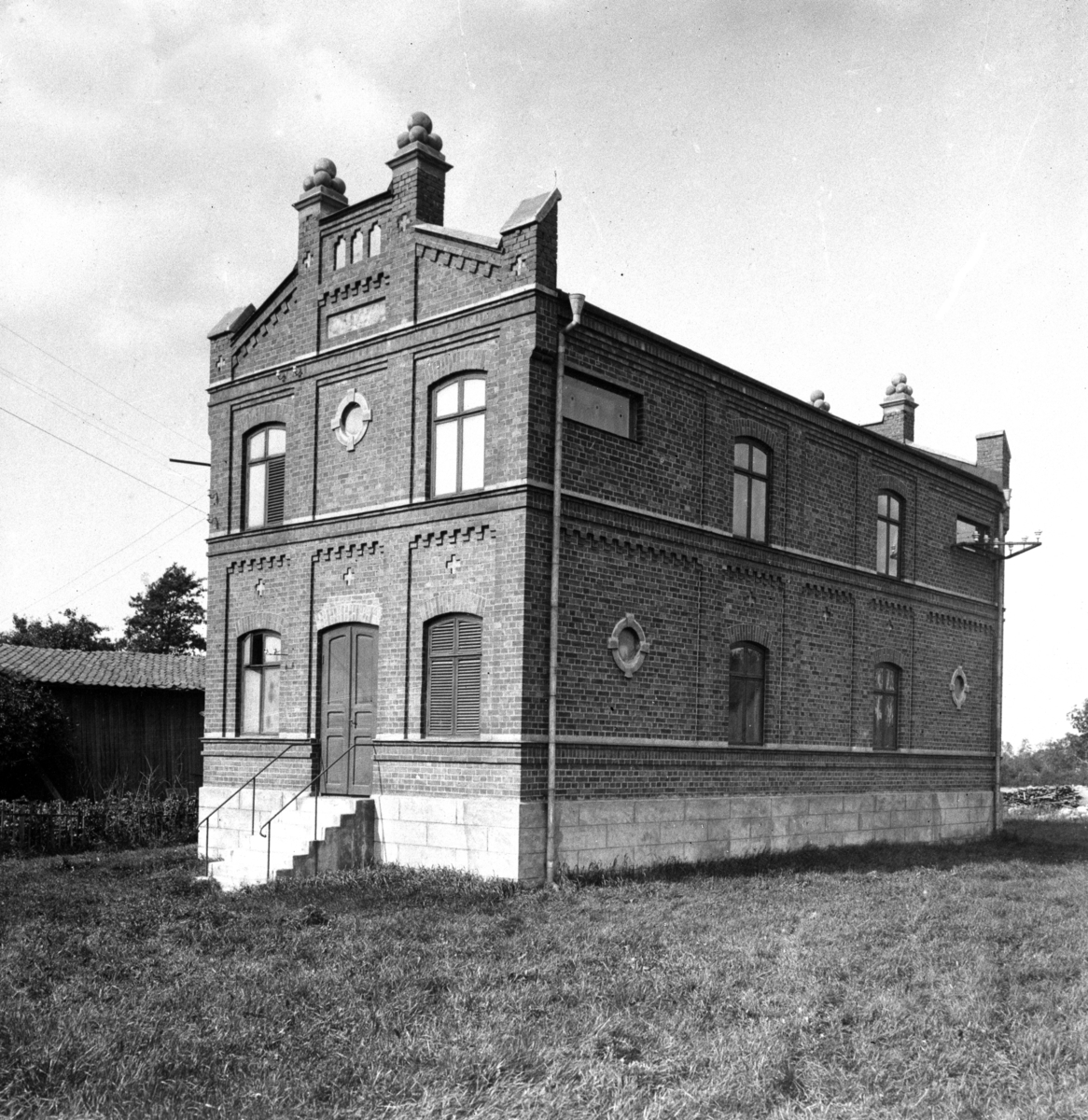
Mottagningsstation för elektricitet i Haga i Karlstad
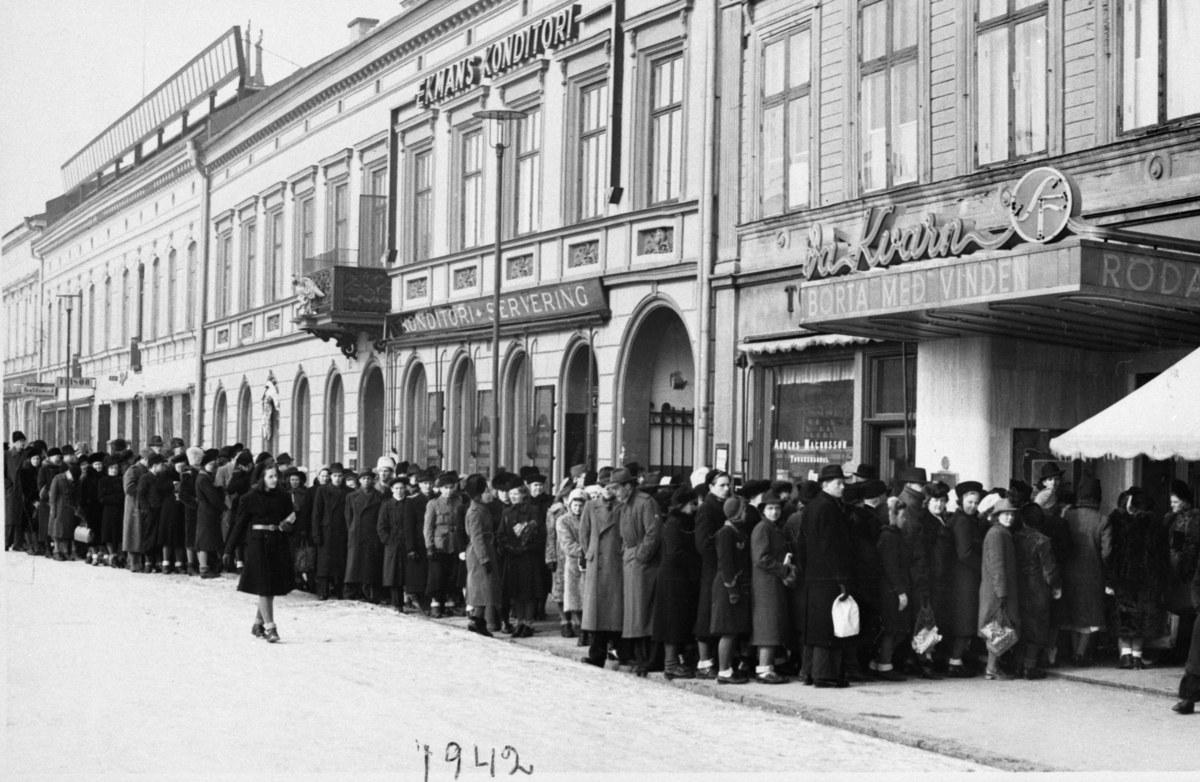
Kö till föreställning av Borta med vinden vid Kungsgatan 16 i Karlstad, 1942
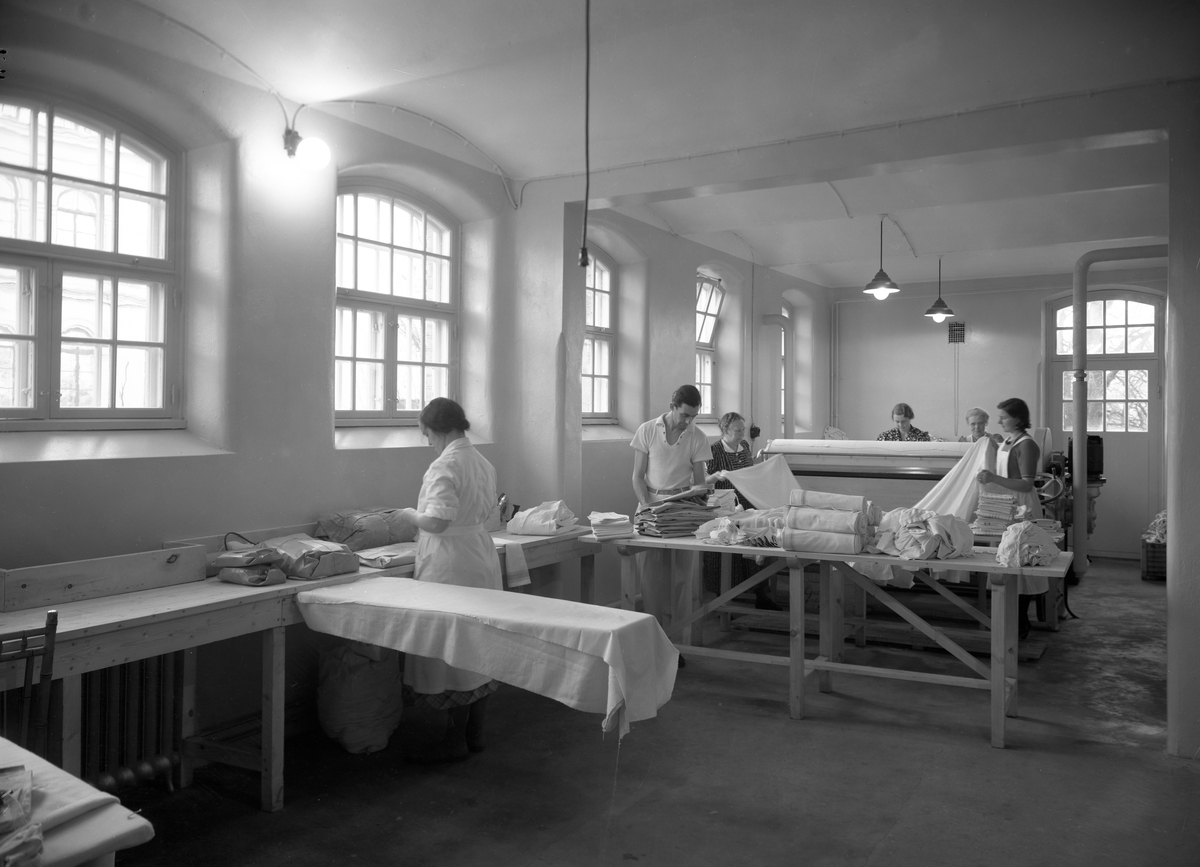
Tvättinrättning i Gamla badhuset i Karlstad, 1939
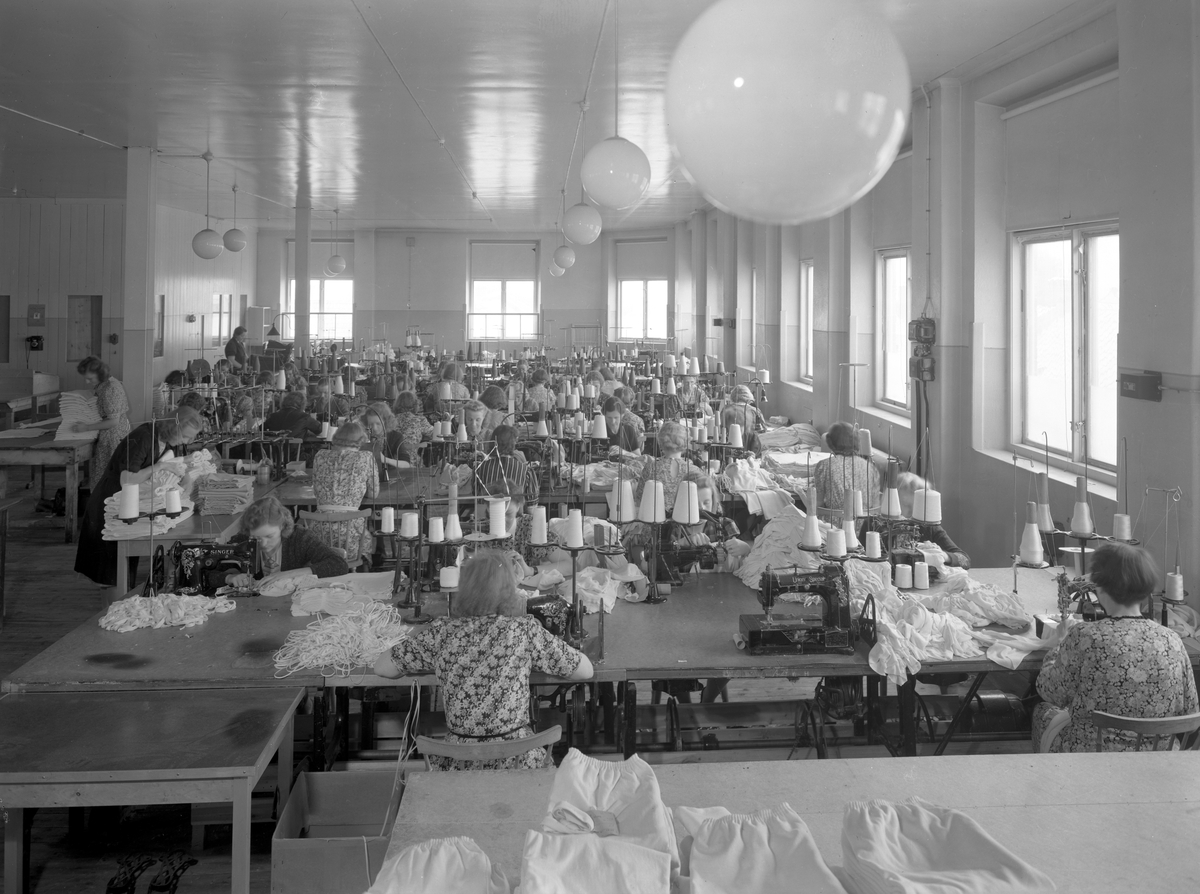
Värmlands Trikåfabrik, 1943